# Rue d'Édimbourg (Bruxelles)
Pour les articles homonymes, voir Rue d'Édimbourg.
La rue d'Édimbourg (en néerlandais : Edinburgstraat) est une rue bruxelloise de la commune d'Ixelles en Belgique, qui va de la chaussée de Wavre à la rue du Champ de Mars.
Elle a été tracée vers 1820.
La numérotation des habitations va de 1 à 37 pour le côté impair et de 2 à 48 pour le côté pair.